# Listă de lacuri din Muntenegru

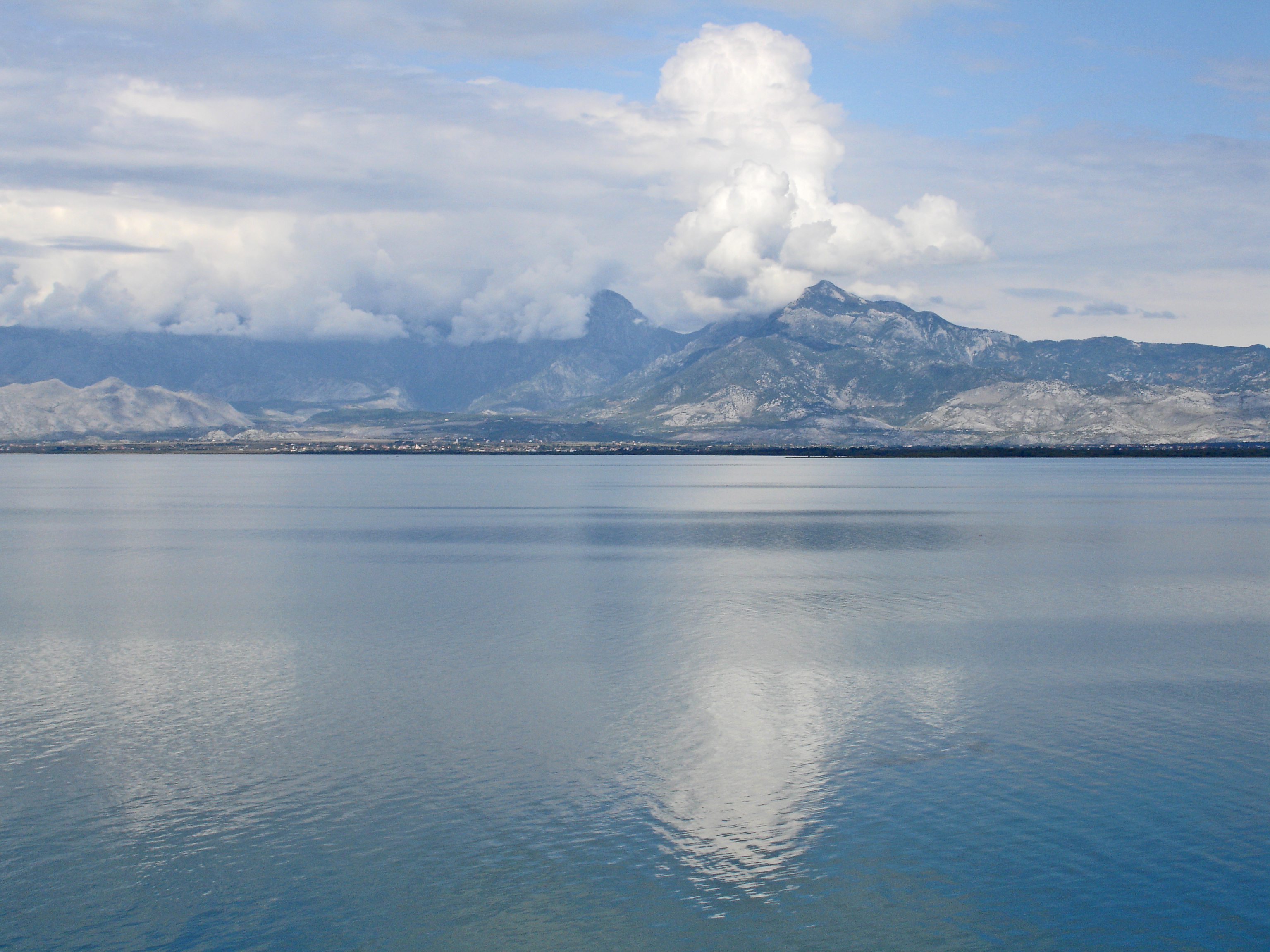
Lacul Skadar

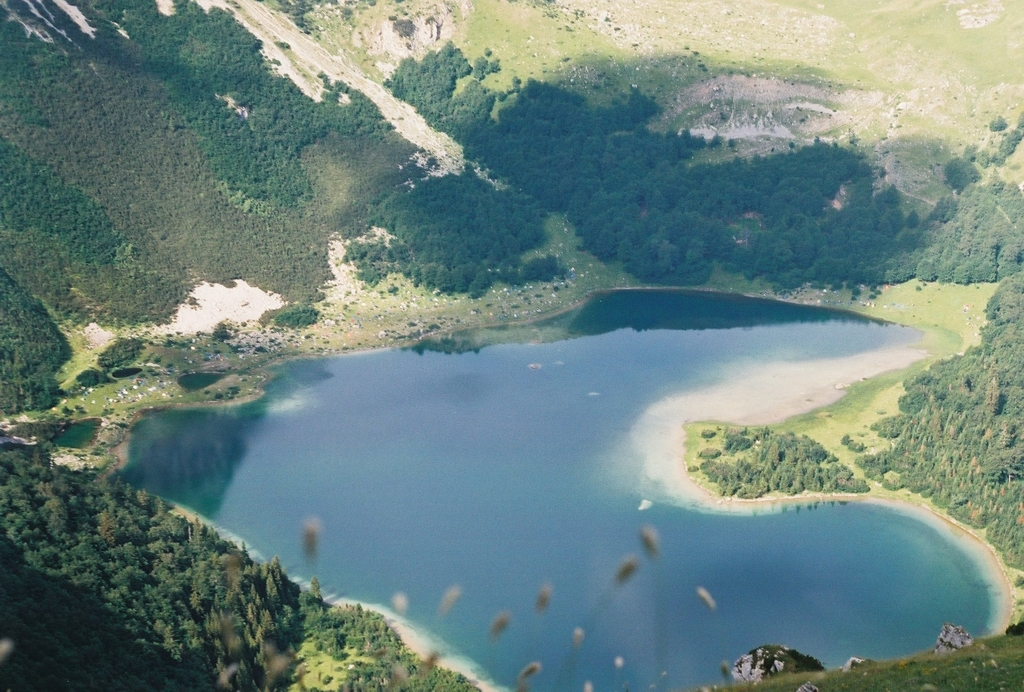
Lacul Trnovačko

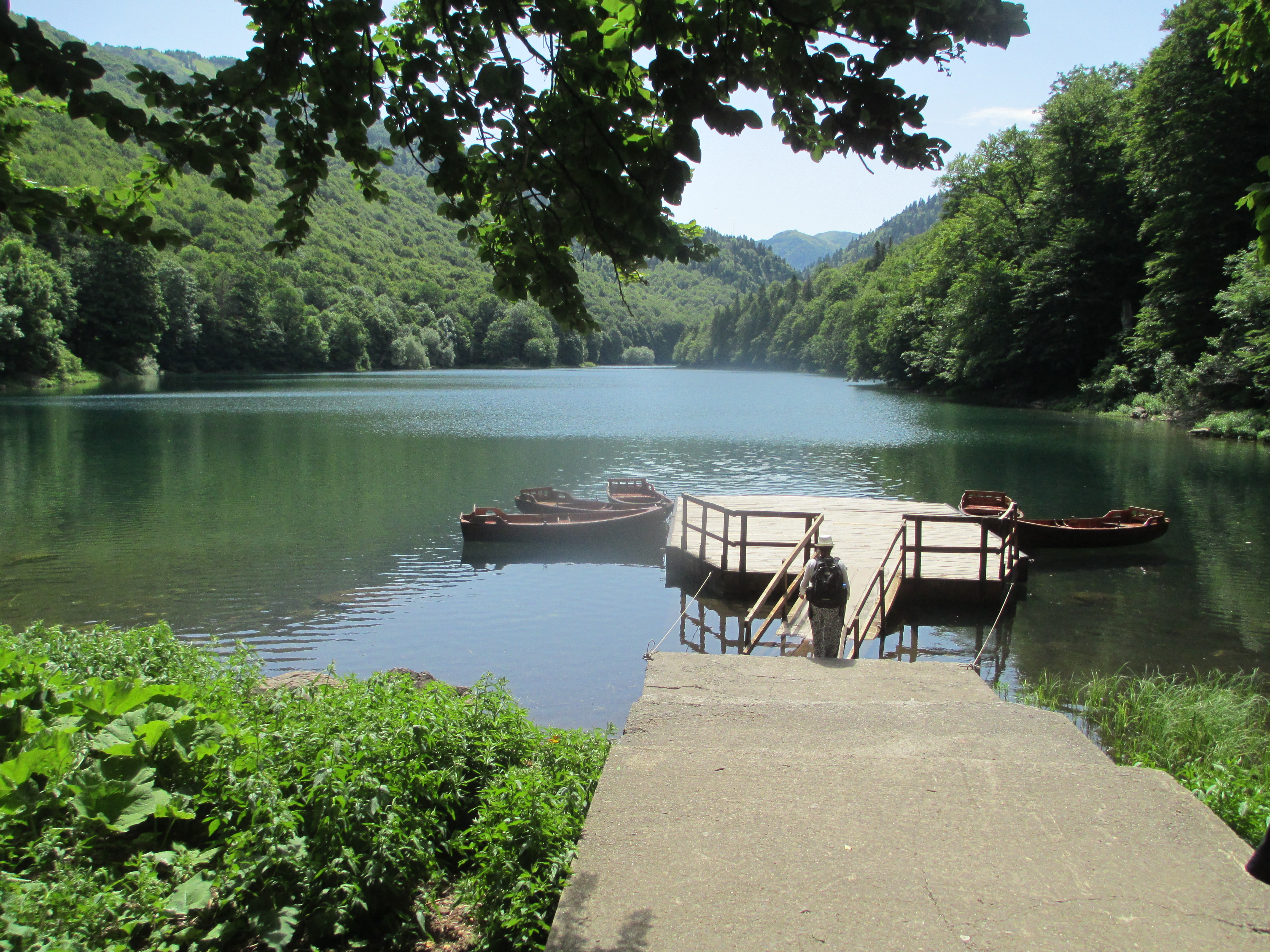
Lacul Biograd

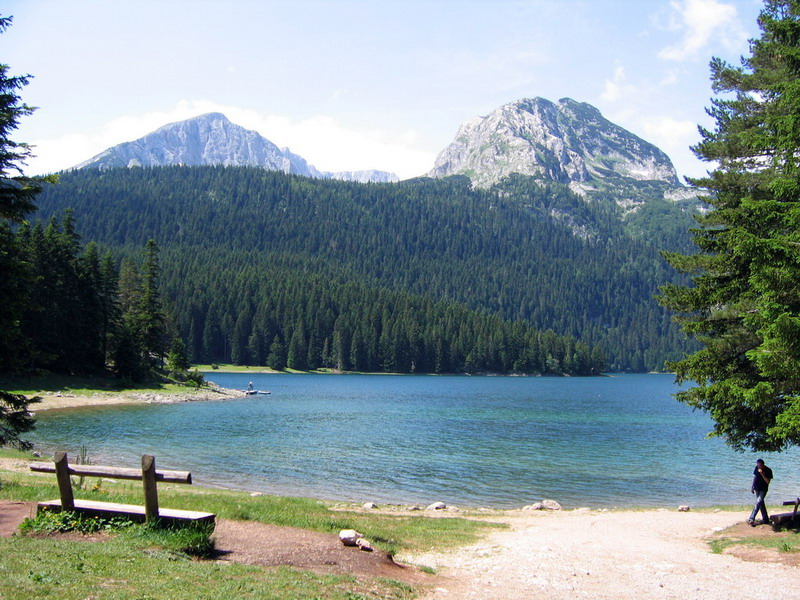
Lacul Negru

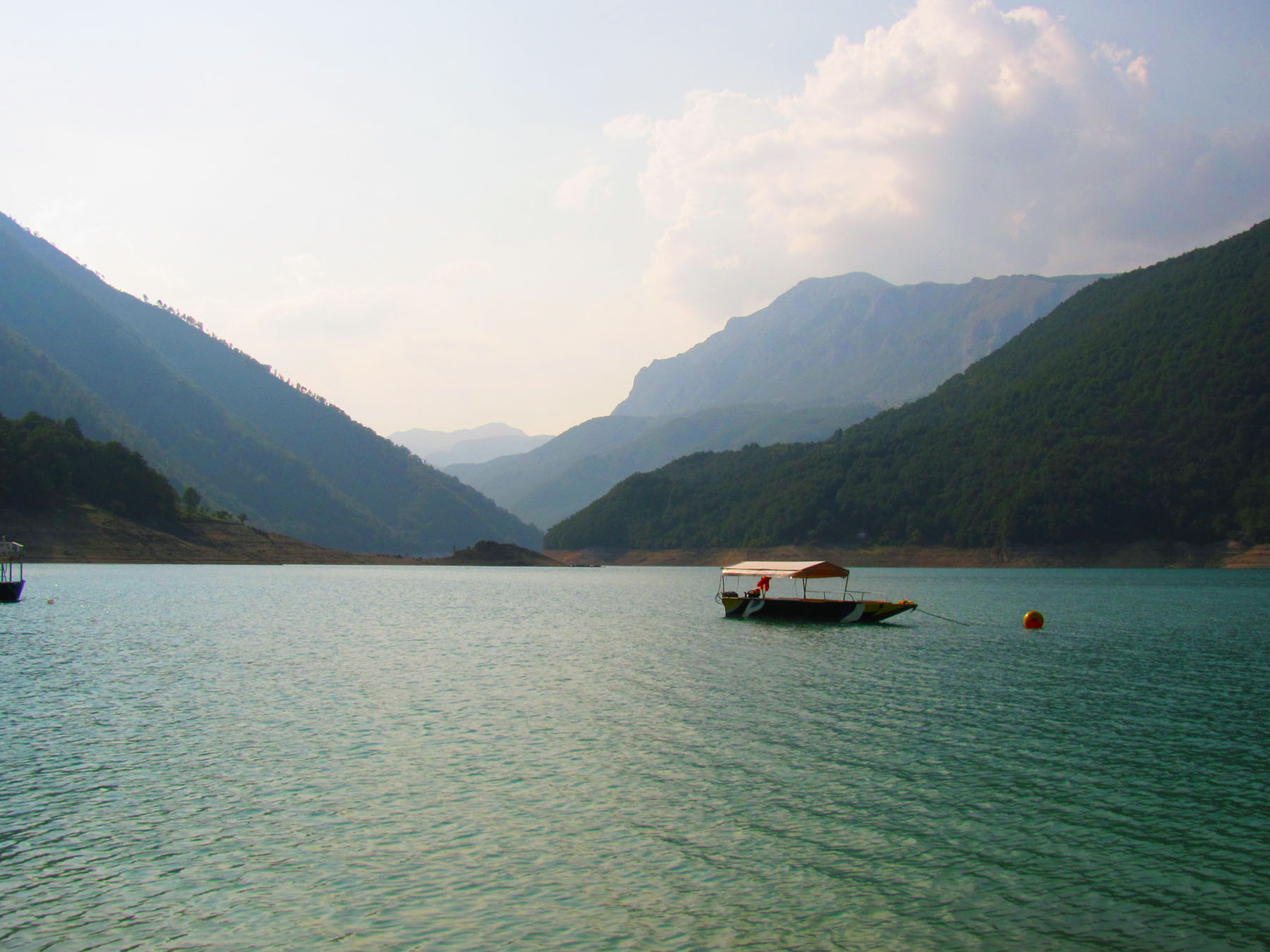
Lacul Piva

Aceasta este o listă de lacuri din Muntenegru
- Lacul Bileća (Bilećko jezero) - doar parțial în Muntenegru, cea mai mare parte a lacului se găsește în Bosnia și Herțegovina.
- Lacul Biograd (Biogradsko jezero)
- Lacul Negru (Crno jezero) - lac glaciar lângă Žabljak pe masivul Durmitor.
- Lacul Grahovo (Grahovsko jezero)
- Lacul Hrid (Hridsko jezero) - în Parcul Național Prokletije
- Lacul Kapetan (Kapetanovo jezero) - lac glaciar, 20 km est de Nikšić.
- Lacul Krupac (Krupačko jezero) - lac artificial lângă Nikšić.
- Lacul Liverovići (Jezero Liverovići) - lac artificial lângă Nikšić.
- Lacul Manito (Manito jezero) - lac glaciar, 20 km est de Nikšić, lângă Lacul Kapetan și alte două mai mici.
- Lacul Pešići (Pešića jezero), pe Bjelasica
- Lacul Piva (Pivsko jezero) - cel mai mare lac artificial din Muntenegru.
- Lacul Plav (Plavsko jezero) - lac glaciar, lângă Plav, între Prokletije și Visitor.
- Lacul Rikavac (Rikavačko jezero), pe muntele Žijovo (Kuči)
- Lacul Rujište (Jezero Rujište) - în Biševo, Rožaje.
- Lacul Skadar (Skadarsko jezero/Liqeni i Shkodres) - 2/3 în Muntenegru, 1/3 în Albania.
- Lacul Slano (Slano jezero) - lac artificial lângă Nikšić.
- Lacul Sušica (Sušičko jezero), pe muntele Durmitor
- Lacul Šas (Šasko jezero/Liqeni i Shasit)
- Lacul Šiš (Šiško jezero), pe muntele Bjelasica
- Lacul Trnovac (Trnovačko jezero)
- Lacul Visitor (Visitorsko jezero)
- Lacul Vrag (Vražje jezero) - lac glaciar lângă Žabljak.
- Lacul Zminica (Zminičko jezero) - lac glaciar lângă Žabljak.
- Lacul Zogaj (Zogajsko jezero/Liqeni i Zogajve) - lac carstic lângă Ulcinj.

## Durmitor
Durmitor are 18 lacuri glaciare, care sunt răspândite pe masivul muntos și pe platoul Jezerska Površ. Lacurile contribuie semnificativ la frumusețea naturală a muntelui și au fost denumite Gorske Oči, sau „ochi ai muntelui”.
- Lacul Negru
- Lacul Veliko Škrča
- Lacul Malo Škrča
- Lacul Zeleni Vir
- Lacul Jablan
- Lacul Valovito
- Lacul Vir u Lokvicama
- Lacul Srablje
- Lacul Modro
- Lacul Suva Lokva
- Lacul Zminje
- Lacul Barno
- Lacul Pošćensa
- Lacul Zabojsa
- Lacul Vražje
- Lacul Riblje
- Lacul Zminča
- Lacul Sušiča